# Steinfederpreis
Der Steinfederpreis für Weinpublizistik wird seit 1986 von der Wachauer Winzervereinigung Vinea Wachau Nobilis Districtus international verliehen.
Der Preis wird alljährlich an einen österreichischen oder international tätigen Publizisten verliehen, den der Vorstand der Vereinigung bestimmt. Der Preis ist benannt nach der Grasart Steinfeder, die in den Weinbergen der Wachau wächst und auch einer Qualitätskategorie der Wachauer Weine ihren Namen gab. Der Preisträger erhält einen Steinfeder-Buschen sowie eine Kollektion von 72 Flaschen Wachauer Smaragd-Weinen.

## Preisträger
- 1986 Helmut Romé (Falstaff), Österreich
- 1987 Gerd-Heinz Woschek (Alles über Wein), Deutschland
- 1988 August F. Winkler, freier Journalist, Österreich
- 1989 Wolfgang Petzl (Vinothek St. Stephan), Österreich
- 1990 Peter Breitschopf, Journalist, Österreich
- 1991 Kurt Grünwald, Journalist, Österreich
- 1992 Stuart Pigott, Autor und Journalist,
- 1993 Rudolf Knoll, (Vinum), Deutschland
- 1994 Robert Sedlaczek, Autor und Verleger, und Werner Schima (News), Österreich
- 1995 Christoph Wagner (Gault Millau), Österreich
- 1997 René Gabriel, Publizist und Weinhändler (Weinwisser), Schweiz
- 1998 Michael Reinartz (Gault Millau), Österreich
- 1999 Jancis Robinson, Autorin, Großbritannien
- 2000 Georg Schwab (Vinaria), Viktor Siegl (Vinaria), Josef Obermaier (Vinaria), Österreich
- 2001 Peter Moser (Falstaff), Österreich
- 2002 Hans Denk, Pfarrer und Autor, Österreich
- 2003 Tim Atkin, Autor, USA
- 2004 Christian Grünwald (A la Carte), Österreich
- 2005 Hans Mahr (RTL Television), Österreich
- 2006 David Schildknecht, Autor (Wine Advocate), USA
- 2007 Paul op ten Berg, Sommelier und Autor, Niederlande
- 2008 Madeleine Jakits, Chefredakteurin Der Feinschmecker, Deutschland
- 2009 Karl und Martina Hohenlohe, Herausgeber Gault Millau, Österreich
- 2010 Kein Preisträger
- 2011 Herbert Hacker, Gourmet-Journalist, Österreich
- 2012 Jens Priewe, Autor, Deutschland
- 2013 Adi Schmid, Sommelier im Restaurant Steirereck (Wien), Österreich
- 2014 Kein Preisträger
- 2015 Gerhard Retter, Sommelier, Deutschland
- 2016 Paula Bosch, Sommelière und Autorin, Deutschland
- 2017 Josef Schuller, Geschäftsführer der Weinakademie Österreich
- 2018 Annemarie Froidl, Präsidentin des österreichischen Sommeliervereins
- 2019 Anne Krebiehl, Journalistin
- 2020 Kein Preisträger
- 2021 Kein Preisträger
- 2022 Sascha Speicher, Chefredakteur des Magazins „Meiningers Sommelier“
- 2023: Willi Klinger, „Mr. Austrian Wine“